# Max Merz
Max Edler Merz (1758 – 1807) es un estudiante de la Universidad de Ingolstadt que participó con Adam Weishaupt en la fundación de los Illuminati. 
Durante su etapa como estudiante fue seducido por la ideología del profesor Adam Weishaupt, quien lo convenció para apoyarlo y de esa manera crear a los Illuminados de Baviera. Fue una de las personas que acompañó a Weishaupt en la famosa noche de Walpurgis de 1776, en la que surgió la orden.
Max Merz tuvo la idea de hacerles creer a los nuevos adeptos que la orden eran muy antigua y que existían más jerarcas fuera de Ingolstadt y por arriba del profesor Weishaupt.
El sobrenombre de Merz dentro de los Illuminati era el de Tiberius.